# 七海花音
七海 花音（ななうみ かのん、12月21日 - ）は、ライトノベル作家。東京都渋谷区出身。

## 経歴・人物
幼いころはニューヨーク、小学校・中学校時代は東京、高校時代はサンフランシスコで過ごした。上智大学外国語学部卒業。1990年、小学館の第3回パレットノベル大賞佳作に入選。『ポシェット』1995年春号（小学館、1995年1月27日）掲載の「眠れる森の美少年」（第1話）で本格的に商業誌デビュー。以後、女性向けのエンタテインメント小説で活躍している。
後に、パレットノベル大賞選考委員を務めた。

## 作品リスト

### 単行本
聖ミラン学園物語（パレット文庫・全7巻）
1. 僕らのピーターパン白書 - 1995年5月
2. 僕らのネバーランド伝説 - 1995年9月
3. 僕らのロビン・フッド宣言 - 1996年1月
4. 僕らのシンドバッド革命 - 1996年6月
5. 僕らのジュリエット海峡 - 1996年11月
6. 僕らのファンタジア卒業 - 1997年7月
7. 僕らのコンチェルト誕生 - 1998年2月

新・聖ミラン学園物語 （パレット文庫・全５巻）
1. 僕らのエイティーン開幕 - 1998年6月
2. 僕らのムーンライト夜曲 - 1998年10月
3. 僕らのクラス・リング物語 - 1999年2月
4. 僕らのセブン・デイズ天国（ヘヴン） - 1999年6月
5. 僕らのセプテンバー輪舞（ロンド） - 1999年10月

高校王子（パレット文庫・全7巻）
1. （サブタイトルなし） - 2000年10月
2. 十七歳の森 - 2001年4月
3. 青春の鼓動 - 2001年8月
4. 想い出にリボンをかけて - 2002年6月
5. 蒼の翼 - 2003年1月
6. 勇気の扉 前編 - 2003年5月
7. 勇気の扉 後編 - 2003年7月

東京少年王（パレット文庫・全６巻）
1. （サブタイトルなし） - 2004年9月
2. 秘密の聖堂 - 2004年11月
3. 闇の貴公子参上 - 2005年5月
4. 十六歳革命 - 2005年12月
5. 謎の仮面優等生 - 2006年6月
6. 獅子の目覚め - 2006年11月

秀麗学院高校物語（パレット文庫・全２7巻）
1. 片翼飛行少年 - 1996年8月
2. 少年堕天使 - 1996年12月
3. 聖少年 - 1997年2月
4. 真夏の少年 - 1997年6月
5. 風駆ける少年 - 1997年9月
6. 十六少年期 - 1998年1月
7. 冬迷宮の少年 - 1998年4月
8. 少年流星群 - 1998年8月
9. 倫敦少年街（ボーイズタウン） - 1998年12月
10. 少年は早春の光の中 - 1999年4月
11. 夜少年 - 1999年8月
12. やがて少年は目覚める - 2000年1月
13. 砂時計の少年たち - 2000年3月
14. 桑港少年休暇(シスコボーイズバケーション) - 2000年8月
15. 少年聖夜 - 2001年2月
16. 少年卒業記 - 2001年10月
17. 少年昴 - 2002年4月
18. 夕闇少年王 - 2002年10月
19. 少年迷路(ラビリンス) - 2003年3月
20. 少年階段 - 2003年9月
21. 少年時間旅行(タイムトラベル) - 2004年4月
22. 少年昭和奇譚 - 2004年6月
23. 夢の中で少年は - 2005年3月
24. 約束の少年 - 2005年7月
25. 伝説の少年 - 2006年2月
26. 不思議の旅の少年たち - 2006年9月
27. 少年飛翔期 - 2006年12月

少年☆王子（パレット文庫・1～4は秀麗と高校王子の、5～7は秀麗と高校王子と東京少年王の登場人物によるクロスオーバー・全7巻）
1～4はサブタイトルなし
1. - 2002年1月
2. - 2002年2月
3. - 2002年8月
4. - 2004年2月
5. 瀬戸内で愛を叫ぶ! - 2005年1月
6. イギリス怪奇ツアー - 2005年9月
7. パリの光、闇の聖母 - 2006年4月

桜ノ園高校物語(ティーンズルビー文庫・全３巻)
1. 四月、僕はライ麦畑で - 2000年4月

1. 空と僕と太陽と - 2000年10月
2. さよなら昨日の僕 - 2001年5月

世直士学園(ルルル文庫)
1. (サブタイトルなし) - 2008年4月
2. 天使と王子とマリア様 - 2008年8月

英国紅茶予言師(小学館文庫・キャラブン！)
1. 英国紅茶予言師 - 2018年2月
2. 英国紅茶予言師〜古城の悪魔〜 - 2018年8月

反時計回りのシャーロック(小学館文庫・キャラブン！)
1. 反時計回りのシャーロック - 2019年3月

### 単行本未収録
- 眠れる森の少年たち(『ポシェット連載』・未単行本化)

### その他
CDドラマ（エイベックス）
1. 秀麗学院高校物語～伝説の少年～ - 2006年5月
2. 東京少年王～闇の貴公子参上～ - 2006年6月
3. 高校王子～王子の贈り物～ - 2006年7月
4. 少年☆王子(アニメイト限定特典)